# 日高幌別駅
日高幌別駅（ひだかほろべつえき）は、北海道（日高振興局）浦河郡浦河町字西幌別にあった、北海道旅客鉄道（JR北海道）日高本線の駅（廃駅）である。電報略号はヒヘ。事務管理コードは▲132224。

## 歴史

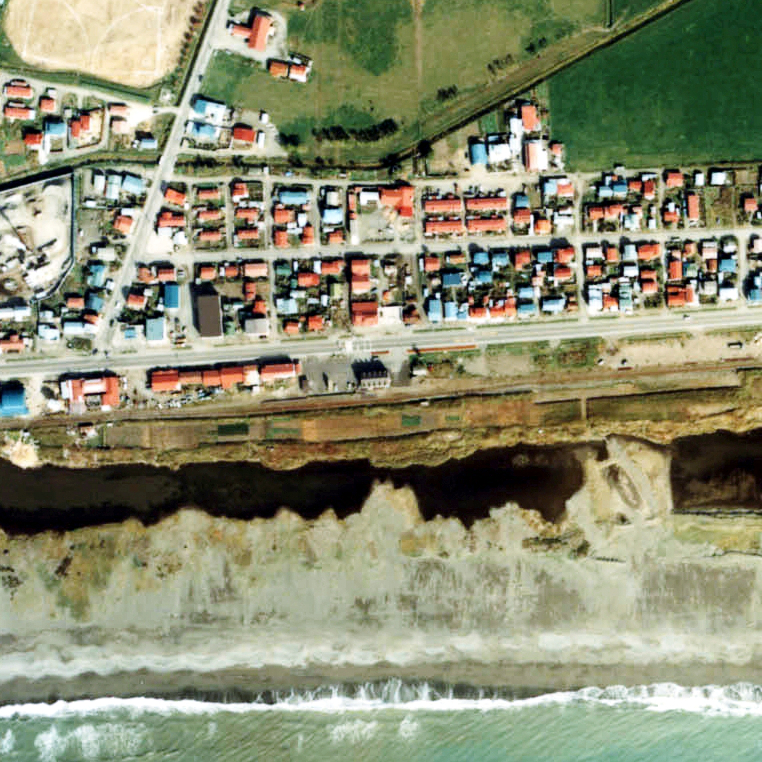
1978年の日高幌別駅と周囲約500m範囲。右が様似方面。島式ホーム1面2線と駅舎横の様似側に貨物積み卸し場と引込み線、駅裏様似側に見える長方形のヤードに駅構内側から伸びる側線（砂利線）を有していた。この写真の前年に無人駅となり、それに伴い駅舎側の下り線や引込み線は既に撤去されている。駅裏の側線は1983年の時点では残されていた様である。

- 1937年（昭和12年）8月10日：国有鉄道日高線浦河駅 - 様似駅間延伸開通（日高線全通）に伴い開業[4]。一般駅[1]。
- 1943年（昭和18年）11月1日：線路名を日高本線に改称、それに伴い同線の駅となる。
- 1961年（昭和36年）
  - 2月25日：当地生産の中央競馬五冠馬シンザンが競走馬を引退し、種牡馬入りのため貨車に乗り同日当駅に到着。繋養先の谷川牧場まで歩いて移動[5]。
  - 4月1日：業務委託化。
- 1977年（昭和52年）2月1日：貨物・荷物の取扱い廃止[6]。同時に無人化[7]。
- 1978年（昭和53年）：浦河町主導で新駅舎（愛称：レストビレッジ・シンザン）に改築[8]。
- 1987年（昭和62年）4月1日：国鉄分割民営化によりJR北海道に継承[1]。
- 2015年（平成27年）
  - 1月8日：厚賀駅 - 大狩部駅間の高波被害により列車の運行を休止[JR北 2]。
  - 1月27日：静内駅 - 様似駅間で列車の運行を再開[JR北 3]。
  - 2月28日：厚賀駅 - 大狩部駅間の土砂流出により再び列車の運行を休止[JR北 4]。
  - 4月29日：代行バスの乗降場所を国道336号上に移設[JR北 5]。
- 2021年（令和3年）4月1日：鵡川駅 - 様似駅間の廃止に伴い、廃駅となる[JR北 1][運輸局 1]。

### 駅名の由来
付近の幌別川（日高幌別川）より名づけられた所在地名より。室蘭本線に同名の幌別駅が既に存在することから、旧国名の「日高」を冠する。

## 駅構造
単式ホーム1面1線を有していた地上駅。ホームは線路の北側（様似方面に向かって左手側）に存在した。転轍機を持たない棒線駅となっていた。かつては島式ホーム1面2線を有する列車交換可能な交換駅であった。使われなくなった1線は、交換設備運用廃止後1983年（昭和58年）4月までに撤去された。またこの時点では本線の様似方から構内南側へ分岐する行き止まりの側線を1線有していた（但し1983年（昭和58年）4月時点では転轍機の先に車止めが設置されていた）。
静内駅が管理していた無人駅となっていた。駅舎は構内の北側に位置しホームとは通路で連絡していた。有人駅時代の駅舎は改築され、レストランや西幌別簡易郵便局などが入居している複合施設である「レストビレッジ シンザン」という建物になっている。レストランでは競馬グッズが販売されている。駅舎内にトイレを有する。1983年（昭和58年）4月以降、1993年（平成5年）3月までの間に正面入口が三角屋根に改築されているが、改築前に掲示されていた蒸気機関車型の駅銘板が駅舎内のホーム出入口付近に置かれている。

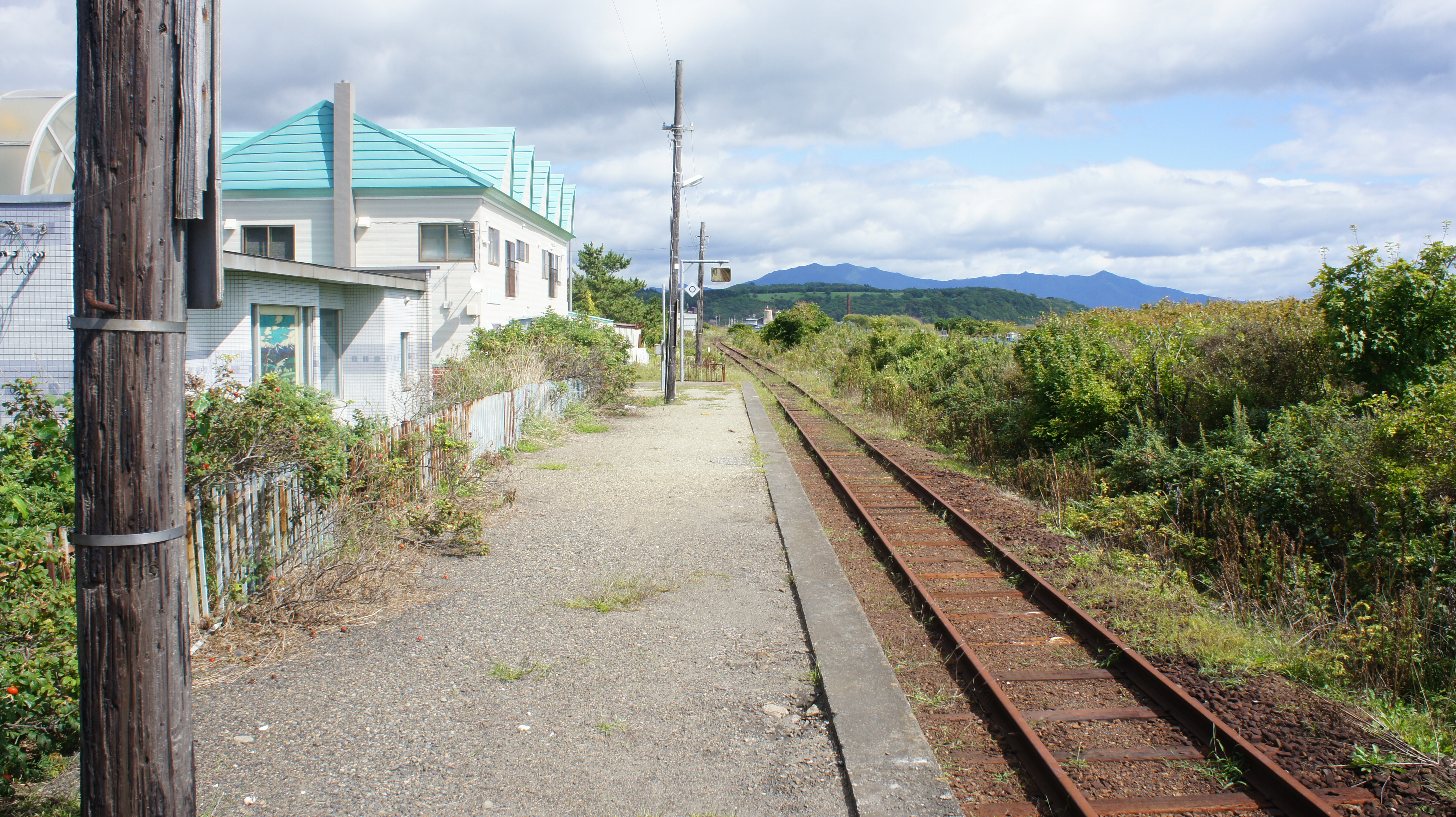
ホーム（2017年9月）
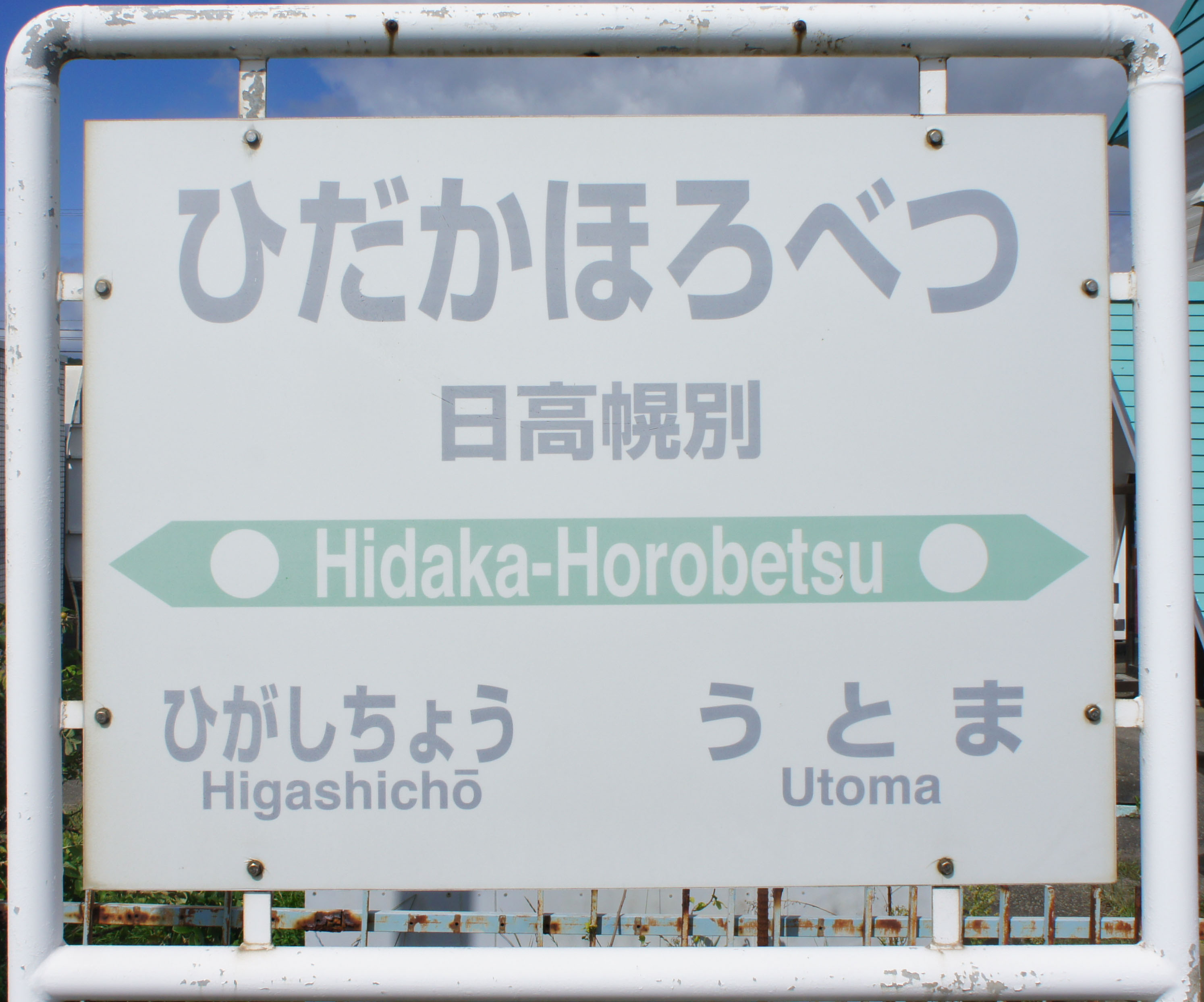
駅名標（2017年9月）

## 利用状況
乗車人員の推移は以下のとおり。年間の値のみ判明している年については、当該年度の日数で除した値を括弧書きで1日平均欄に示す。乗降人員のみが判明している場合は、1/2した値を括弧書きで記した。また、「JR調査」については、当該の年度を最終年とする過去の各調査日における平均である。当駅についてはバス代行期間が存在するため、一部でバスと列車が別集計となっているほか、各年で集計期間が異なる。備考も参照。
| 年度               | 乗車人員 | 乗車人員 | 乗車人員 | 乗車人員 | 出典        | 備考                                                        |
| 年度               | 年間     | 1日平均  | JR調査   | JR調査   | 出典        | 備考                                                        |
| 年度               | 年間     | 1日平均  | 列車     | 代行バス | 出典        | 備考                                                        |
| ------------------ | -------- | -------- | -------- | -------- | ----------- | ----------------------------------------------------------- |
| 1981年（昭和56年） |          | (109.5)  |          |          | [ 10 ]      | 1日乗降人員：219                                            |
| 1992年（平成04年） |          | (23.0)   |          |          | [ 9 ]       | 1日乗降人員：62                                             |
| 2014年（平成26年） |          |          | 2        |          | [ JR北 6 ]  | 当年の列車は単年の値。                                      |
| 2017年（平成29年） |          |          |          | 0        | [ JR北 7 ]  | 2015年度末から鵡川 - 様似間バス代行。当年のバスは単年の値。 |
| 2018年（平成30年） |          |          |          | 0.0      | [ JR北 8 ]  | 代行バスの値は過去2年平均                                   |
| 2019年（令和元年） |          |          |          | 0.0      | [ JR北 9 ]  | 代行バスの値は過去3年平均                                   |
| 2020年（令和02年） |          |          |          | 0.0      | [ JR北 10 ] | 代行バスの値は過去4年平均                                   |

## 駅周辺
- 国道236号
- 国道336号
- 浦河警察署西幌別駐在所
- 西幌別簡易郵便局
- ひだか東農業協同組合（JAひだか東）幌別事業所
- 浦河町立浦河第二中学校
- 浦河町立浦河東部小学校
- うらかわ優駿ビレッジAERU
- 日高種畜牧場
- 日本中央競馬会日高牧場
- 馬事資料館[11]
- 西舎桜並木[11]
- 谷川牧場 - 前述の五冠馬シンザンの繋養先であった。「シンザン像」を設置[11]。
- 浦河町立伏木田光夫美術館 - 当地出身の画家の美術館[11]。
- 浦河町立郷土博物館[11]
- 日高幌別川
- バス乗り場「日高幌別駅」停留所
  - ジェイ・アール北海道バス（日勝線）：高速札幌行き、浦河駅・向別・上野深方面、様似駅・様似営業所前方面
  - 日交ハイヤー（日交バス）：上杵臼・鵜苫沢方面

## 隣の駅
北海道旅客鉄道（JR北海道）
日高本線 
東町駅 - 日高幌別駅 - 鵜苫駅

#### JR北海道
1. 1 2  『日高線（鵡川・様似間）の廃止日繰上げの届出について』（PDF）（プレスリリース）北海道旅客鉄道、2021年1月5日。オリジナルの2021年1月5日時点におけるアーカイブ。2021年1月5日閲覧。
2. ↑  『日高線 厚賀〜大狩部間 67k506m 付近における盛土流出について』（PDF）（プレスリリース）北海道旅客鉄道、2015年1月13日。オリジナルの2015年1月15日時点におけるアーカイブ。2020年10月30日閲覧。
3. ↑  『日高線 静内〜様似間折り返し運転の実施について』（PDF）（プレスリリース）北海道旅客鉄道、2015年1月20日。オリジナルの2015年3月30日時点におけるアーカイブ。2020年10月30日閲覧。
4. ↑  『日高線 静内〜様似間におけるバス代行の実施について』（PDF）（プレスリリース）北海道旅客鉄道、2015年2月27日。オリジナルの2015年3月30日時点におけるアーカイブ。2020年10月30日閲覧。
5. ↑  『日高線運休に伴う列車代行バスの乗降場所変更について』（PDF）（プレスリリース）北海道旅客鉄道、2015年4月17日。オリジナルの2019年7月20日時点におけるアーカイブ。2019年7月20日閲覧。
6. ↑  “日高線（鵡川・様似間）” (PDF). 線区データ（当社単独では維持することが困難な線区）(地域交通を持続的に維持するために).   北海道旅客鉄道. p. 3 (2018年8月1日). 2018年8月17日時点のオリジナルよりアーカイブ。2018年8月17日閲覧。
7. ↑  「日高線（苫小牧・鵡川間）」（PDF）『線区データ（当社単独では維持することが困難な線区）(地域交通を持続的に維持するために)』、北海道旅客鉄道、3頁、2018年7月2日。オリジナルの2018年8月17日時点におけるアーカイブ。2018年8月17日閲覧。
8. ↑  “日高線（鵡川・様似間）” (PDF). 線区データ（当社単独では維持することが困難な線区）(地域交通を持続的に維持するために).   北海道旅客鉄道. p. 3 (2019年10月18日). 2019年10月18日時点のオリジナルよりアーカイブ。2019年10月18日閲覧。
9. ↑  “日高線（鵡川・様似間）” (PDF). 地域交通を持続的に維持するために > 輸送密度200人未満の線区（「赤色」「茶色」5線区）.   北海道旅客鉄道. p. 3 (2020年10月30日). 2020年11月2日時点のオリジナルよりアーカイブ。2020年11月4日閲覧。
10. ↑  “駅別乗車人員  特定日調査（平日）に基づく”.   北海道旅客鉄道. 2022年8月3日時点のオリジナルよりアーカイブ。2022年8月14日閲覧。

#### 北海道運輸局
1. 1 2  『鉄道事業の一部廃止の日を繰上げる届出について』（PDF）（プレスリリース）国土交通省北海道運輸局、2021年1月5日。オリジナルの2021年1月5日時点におけるアーカイブ。2021年1月5日閲覧。